# Gare de Munich-Marienplatz
La gare Marienplatz est une gare ferroviaire de la Deutsche Bahn, une station de la Stadtwerke München et une station du métro de Munich, de sa société de transports, la Münchner Verkehrs- und Tarifverbund.
Elle est située au croisement de la ligne est-ouest de la S-Bahn de Munich (RER) et de la ligne nord-sud du métro de Munich. Aux heures de pointe elle accueille 24 400 personnes par heure, 8 000 sinon. En 2007, 175 400 personnes l'empruntaient quotidiennement.

## Histoire
Les travaux de sa construction ont commencé en octobre 1966 et fini en octobre 1971, pour un coût de 26 millions de deutsche marks (soit l'équivalent de 45,5 millions d'euros)

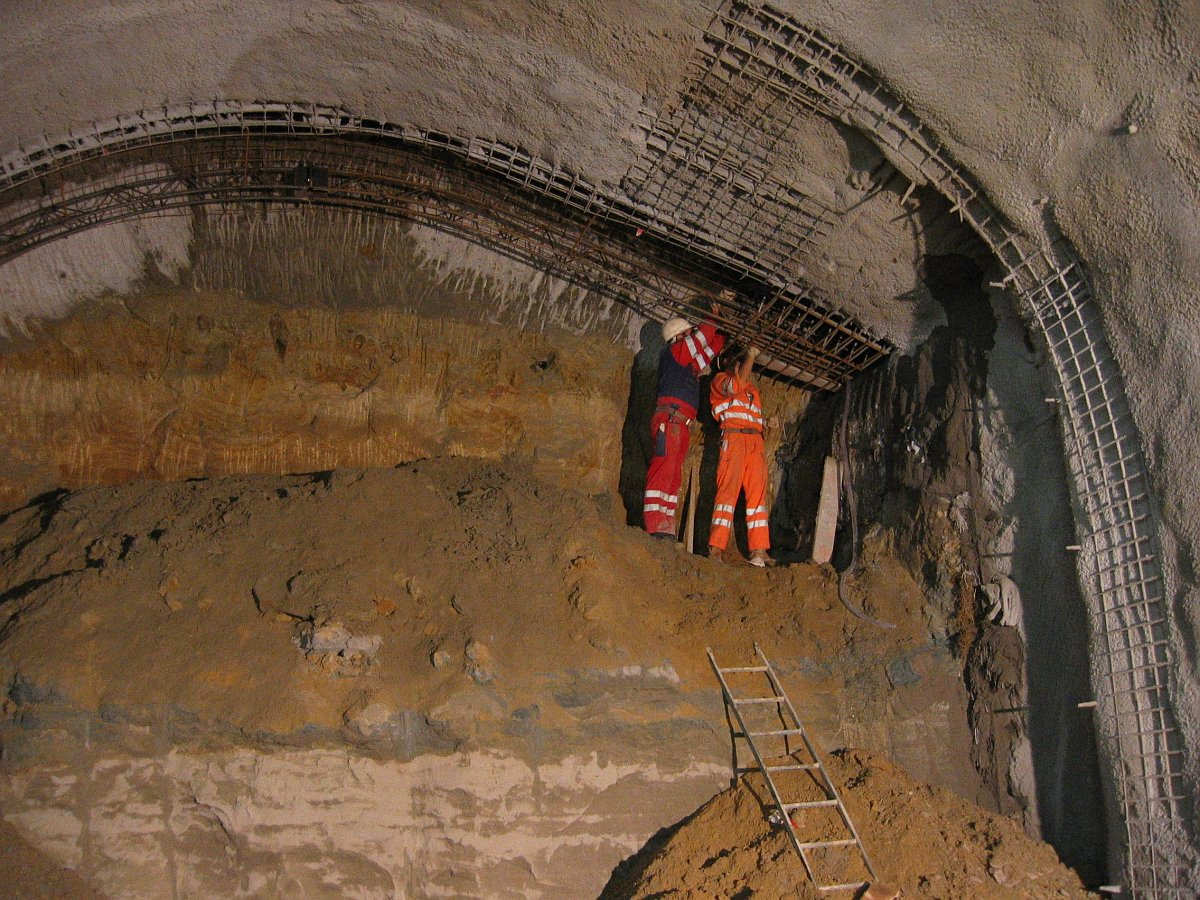
Travaux d'agrandissement de 2003

Le niveau du métro a été agrandi après un référendum local pour la construction de l'Allianz Arena en octobre 2001, du printemps 2003 à l'été 2006 pour 42 millions d'euros. Jusqu'à la Coupe du monde de football de 2006, les deux tunnels existants ont été élargis par deux nouvelles galeries parallèles d'importance. À ce moment-là onze ouvertures s'ajoutent à ceux existants, dans la zone sud des ouvertures supplémentaires pour monter à la S-Bahn ont été érigés. L'ensemble des mesures de construction ont eu lieu sans interrompre le trafic. L'excavation du tunnel a été réalisée par un procédé spécial qui devait exclure les affaissements souterrains, en particulier sous le Nouvel hôtel de ville de Munich. À cela, ont été bâtis essentiellement des galeries de glaciation au-dessus pour amoindrir les secousses du creusement du tunnel principal, ce qui a retardé les travaux d'un an. Le 29 mai 2006, une autorisation d'exploitation provisoire est accordée. Après la Coupe, les fuites sont réparées et le revêtement terminé.
De 2011 à 2014, la station a été remaniée et une nouvelle mezzanine conçue par Allmann Sattler Wappner et l'éclairage par Ingo Maurer.

## Service des voyageurs

### Accueil

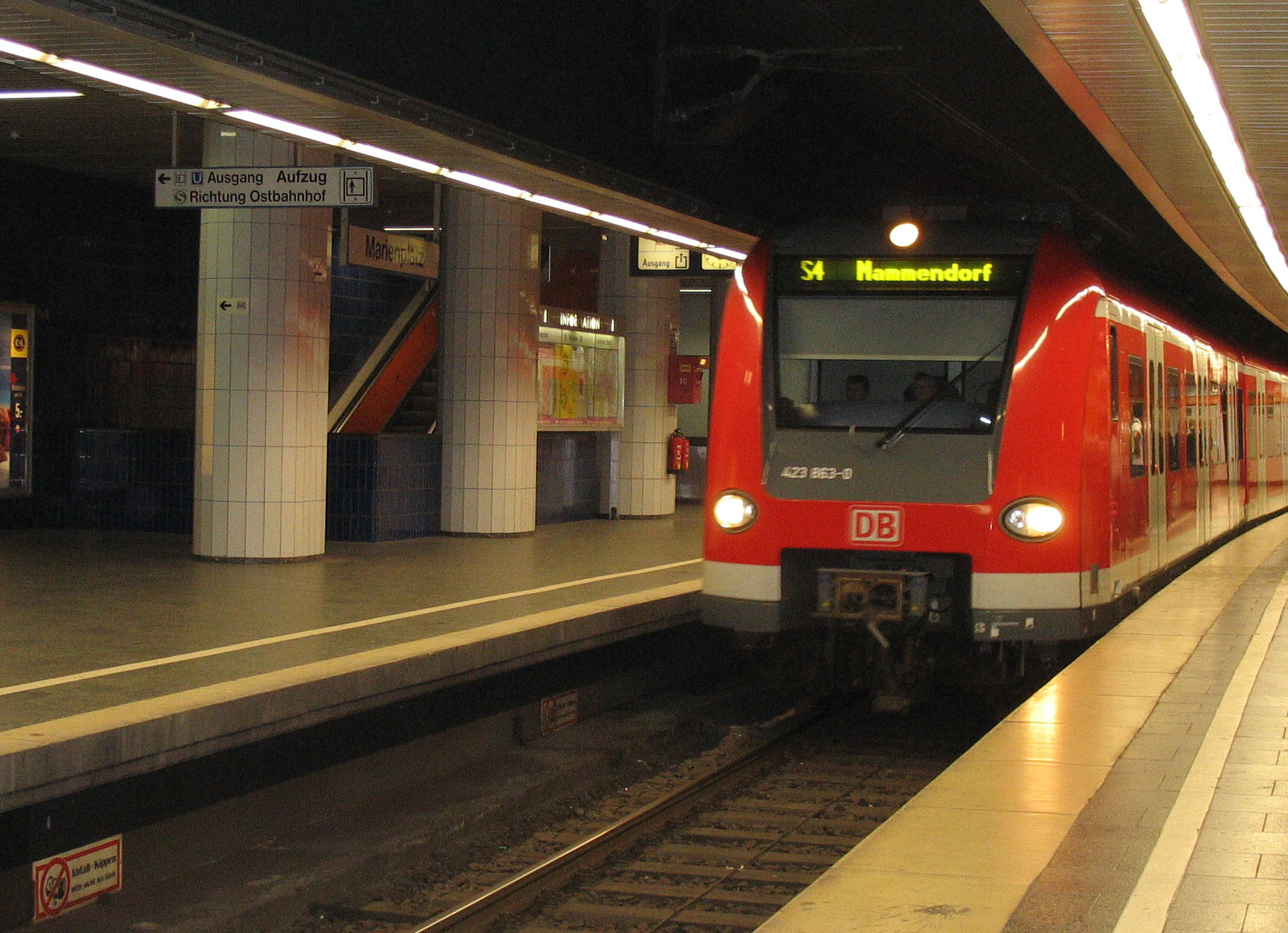
Train de la ligne S4 direction Mammendorf

La gare s'étend sur quatre étages en dessous de la Marienplatz, du nouvel hôtel de ville de Munich et la place Marienhof. Le premier niveau comprend une galerie marchande et l'accès à la S-Bahn et au métro. Au second, il y a le voie 1 direction Gare de Munich-Est avec des quais de deux côtés, avec sortie d'un côté et entrée de l'autre (Solution espagnole). Les quais mesurent 210 mètres de long et 96 cm de haut. Des zones de service se trouvent à ce niveau. Au troisième, il y a le voie 2 direction la Gare centrale de Munich avec des quais de deux côtés mesurant aussi 210 mètres de long et 96 cm de haut. Des zones de service sont plus nombreuses à ce niveau. Les quais du métro sont au quatrième niveau. La voie direction Münchner Freiheit passe ici sous la Dienerstraße, à l'est de la place Marienhof ; la voie direction la gare de Sendlinger Tor sous la Weinstraße. Les deux voies sont donc éloignés. Leur conception a été faite par Alexander von Branca. Les escaliers roulants du métro de Munich amènent deux étages plus haut pour ensuite Marienplatz et Marienhof.

### Desserte
La gare est desservie par les trains de la S-Bahn de Munich, lignes S1, S2, S3, S4, S6 et S7.

| Nord/Ouest                                                     |  |               |  | Sud/Est                                               |
| -------------------------------------------------------------- |  | ------------- |  | ----------------------------------------------------- |
| Munich-Karlsplatz vers Freising (en) / Aéroport de Munich (en) |  | ligne S1 (en) |  | Munich-Isartor (en) vers Munich-Leuchtenbergring (en) |
| Munich-Karlsplatz vers Petershausen (en) / Altomünster (en)    |  | ligne S2 (en) |  | Munich-Isartor (en) vers Erding (en)                  |
| Munich-Karlsplatz vers Mammendorf (en)                         |  | ligne S3 (en) |  | Munich-Isartor (en) vers Holzkirchen (en)             |
| Munich-Karlsplatz vers Geltendorf (en)                         |  | ligne S4 (en) |  | Munich-Isartor (en) vers Ebersberg (Oberbay) (en)     |
| Munich-Karlsplatz vers Tutzing (en)                            |  | ligne S6 (en) |  | Munich-Isartor (en) vers Ebersberg (Oberbay) (en)     |
| Munich-Karlsplatz vers Herrsching (en)                         |  | ligne S8 (en) |  | Munich-Isartor (en) vers Aéroport de Munich (en)      |
| modifier sur Wikidata                                          |  |               |  |                                                       |

### Intermodalité
Gare multimodale, elle est en correspondance directe avec le métro de Munich, desservie par les lignes U3 et U6.

## Projets
Une autre station sous la Marienhof doit être créée pour desservir une seconde ligne principale qui doit être relié à la structure souterraine existante au nord.